# Laffly W15
La Laffly W15 era una famiglia di automezzi militari su telaio a sei ruote motrici progettato dalla francese Laffly, derivata da quella del Laffly V15. I diversi modelli furono usati dall'Esercito francese e dalla Wehrmacht durante la seconda guerra mondiale.

## Storia
La società Laffly, originariamente produttrice di mezzi pesanti quali autocarri ed autobus, negli anni venti e trenta si era specializzata nella progettazione di veicoli fuoristrada. I telai Laffly, in configurazione 6×6, si distinguevano per l'avanzano sistema di trasmissione e sospensione ed, esteticamente, per le due coppie di ruote folli, rispettivamente sotto al muso e tra il primo ed il secondo asse, che favorivano il superamento degli ostacoli.
Nel 1938 vennero presentati due versioni: il Laffly W15R da ricognizione e collegamento ed il trattore d'artiglieria leggero Laffly W15T. Entrambi erano derivati rispettivamente dal Laffly V15R e V15T, con maggiori prestazioni e dimensioni più contenute.
L'Armée de terre selezionò solo la versione trattore leggero. Un primo lotto di 75 W15T venne ordinato il 2 settembre 1939, seguito da un secondo di 15 veicoli il 17 settembre. Il 21 dicembre l'ordine fu portato ad un totale di 150 esemplari, da consegnate entro il gennaio 1940. A causa delle ridotte capacità produttive della Laffly, la produzione dei veicoli di serie venne effettuata dalla Hotchkiss, consorziata con l'azienda progettatrice insieme alla La Licorne. Gli Hotchkiss W15T montavano il motore a benzina Hotchkiss 486 da 2.300 cm³, erogante 52-55 CV a 3.300 giri/min.
Con il deteriorarsi della situazione internazionale, il Ministero degli Armamenti decise di ordinare 1.440 esemplari, poi portati a 1.650, alla Citroën, da consegnare entro sei mesi a partire da aprile 1940. Nel dicembre 1939 Citroën ricevette la documentazione progettuale del veicolo ed un prototipo Laffly W15T del 1938. Il Citroën W15T si distingueva dall'Hotchkiss W15T, oltre che per alcuni particolari estetici, per il proprio motore da 1.911 cm³ e per il cambio mutuato dall'autocarro Citroën Type 32.
L'Hotchkiss W15T venne destinato dall'esercito francese al traino del cannone controcarro da 47 mm Mle 1937. Dopo la realizzazione dei primi 80 esemplari, la produzione rimanente venne destinata all'allestimento del cacciacarri Laffly W15TCC. La Hotchkiss produsse anche una variante destinata a sostituire il S15T nel traino del cannone campale da 75 mm Mle. 1897 e dell'obice campale Bourges 105 mm C Mle 1935, ma solo 4 esemplari vennero realizzati prima della resa della Francia.
Il modello Citroën W15T venne invece impiegato per il traino della mitragliera contraerea Hotchkiss 25 mm Mle 1938. Il primo di questi veicoli entrò in servizio nell'aprile 1940. I pochi esemplari prodotti furono consegnati ai plotoni di artiglieria contraerea aggregati alle batterie di cacciacarri Laffly W15TCC.

## Tecnica
Il W15 ricevette un nuovo telaio rispetto al S15, pesante meno di 700 kg; esso era formato da due longheroni in acciaio profilati ad U, con tre assi a trazione integrale; il primo interasse era di 1,845 m, il secondo di 1,00 m. Le sospensioni anteriori erano su ammortizzatore elicoidale, mentre gli assi posteriori dotati su balestre; a differenza dell'S15, anche quelle dell'asse anteriore erano indipendenti e l'assenza della barra di accoppiamento consentì una riduzione dell'altezza del telaio dal terreno. Come su tutti i modelli Laffly, una coppia di piccole ruote folli era posizionata sul muso del mezzo per meglio affrontare terrapieni e gradini; una seconda coppia era posta tra il primo ed il secondo asse, sotto la cabina di guida, per aiutare il superamento di dossi. La capacità di carico era di 1.200 kg, mentre la capacità di traino al gancio era di 1.800 kg. Il veicolo, con un equipaggio di 5 uomini, era dotato generalmente di una mitragliatrice leggera MAC 24/29 per la difesa ravvicinata.